# Neostenotarsus scissistylus
Neostenotarsus scissistylus is een spinnensoort in de taxonomische indeling van de vogelspinnen (Theraphosidae).
Het dier behoort tot het geslacht Neostenotarsus. De wetenschappelijke naam van de soort werd voor het eerst geldig gepubliceerd in 2002 door Tesmoingt & Joachim Schmidt.